# Jerônimo Francisco Coelho (padre)
Jerônimo Francisco Coelho (ca. 1782 – 7 de janeiro de 1830) foi um religioso e político brasileiro.
Foi eleito membro do Conselho Geral da Província de Santa Catarina para a 1ª Legislatura (1824 - 1828), tendo recebido 28 votos.